# Насиченість (колір)
У теорії кольору наси́ченість — це інтенсивність певного тону, тобто ступінь візуальної відмінності хроматичного кольору від рівного по світлості ахроматичного (сірого) кольору. Насичений колір можна назвати соковитим, глибоким, менш насичений — приглушеним, наближеним до сірого. Повністю ненасичений колір буде відтінком сірого. Насиченість (saturation) — одна з трьох координат в колірних просторах HSL та HSV. Насиченість (колірна насиченість, {chroma) в колірних просторах CIE 1976 L*a*b* та L*u*v* є неформалізованою величиною, яка використовується в поданні CIE L*C*h (lightness (світлість), хрому (chroma, насиченість), hue (тон)).
У фізичному плані насиченість кольору визначається характером розподілу випромінювання в спектрі видимого світла. Найбільш насичений колір утворюється при існуванні піку випромінювання на одній довжині хвилі, в той час як більш рівномірний по спектру випромінювання буде сприйматися як менш насичений колір. В субтрактивній моделі формування кольору, наприклад при змішуванні фарб на папері, зниження насиченості буде спостерігатися при додаванні білих, сірих, чорних фарб, а також при додаванні фарби додаткового кольору.